# カイホスロー1世
カイホスロー1世（？ - 1210年）は、アナトリアを支配したルーム・セルジューク朝の第6代・第9代スルタン（在位：1192年 - 1196年、1205年 - 1210年）。
第5代スルターンであったクルチ・アルスラーン2世の末子。1192年の父の死で即位するが、1196年にスライマーン2世によって廃位されて東ローマ帝国のアレクシオス3世アンゲロスを頼って亡命した。1205年に復位すると、君主権強化と領土拡大のため、地中海沿岸の諸都市を奪っていった。
この頃、ニカイア帝国が成立していた。かつてカイホスロー1世が頼ったアレクシオス3世は皇位を追われてニカイア帝国を頼っていたが、そのアレクシオス3世と共謀してニカイア帝国から皇位を簒奪しようと策動する。しかし1210年、ニカイア皇帝・テオドロス1世ラスカリスとアンティオキアで戦い、敗死した。